# Le Djinn
Le Djinn (titre original : The Djinn) est un roman d'horreur écrit par Graham Masterton, publié en 1977 par l'édition Pinnacle Books. En juin 1979, il a été publié en France par la maison d'édition Librairie des Champs-Élysées.
Un antiquaire passionné du Moyen-Orient décède de manière inexplicable et soudaine. Sa veuve raconte qu'il était obsédé par une jarre ancienne et mystérieuse. Elle renfermerait un esprit maléfique, un djinn. Le protagoniste de l'histoire est Harry Erskine, un voyant à la petite semaine, héros éponyme de la série Manitou parue en 1975. Bien que charlatan, incrédule à l'ésotérisme et aux choses occultes, il n'en demeure pas moins une sorte de détective de l'occulte. 
Second roman de Graham Masterton, Le Djinn, ne constitue pas une suite de Manitou mais une nouvelle aventure. 

## Résumé
L'histoire commence par les funérailles de Max Greaves, le parrain de Harry Erskine, qui s'est suicidé en se mutilant horriblement. Max était un érudit amateur respecté et un collectionneur d'objets islamiques qui, au cours de ses dernières années, est devenu de plus en plus acariâtre et paranoïaque. Marjorie, la veuve de Max, déstabilise Harry en lui révélant que Max voulait que leur maison, un vieux domaine de Cape Cod appelé Winter Sails, soit brûlée après sa mort, avec tous les objets arabes qu'elle contenait. Un objet en particulier, une très grande jarre décorée de chevaux sans yeux que Harry se souvient avoir vue lors de ses visites d'enfance, est maintenant enfermé sur la demande insistante de Max. Cependant, avec l'aide d'Anna, une femme aux yeux de biche qui assiste à l'enterrement (et dans laquelle Harry est bien décidé à s'impliquer), d'un professeur de folklore du Moyen-Orient et d'un vieux médecin, nous pénétrons dans le cœur sombre de ce mystère arabe.
Malgré sa profession de médium, Harry ne croit pas aux choses occultes. Il considère la jarre comme un simple objet, rien de plus. Arrive Anna, une belle et mystérieuse étrangère qui lui propose son aide pour percer les mystères de cet objet. Pour cette dernière, il ne fait aucun doute que la jarre renferme un djinn puissant, nommé « Quarante Voleurs » ou « Quarante Voleurs de vie », qui appartenait à Ali Baba, qui serait, selon elle, un sorcier. Ce djinn « Quarante Voleurs » est l'un des plus puissants de son espèce. Il est capable de se métamorphoser en 40 formes différentes et dangereuses pour tuer des gens de la manière la plus horrible qui soit. 
Pour les aider dans leur quête, Harry et Anna font appel au professeur Qualt, un universitaire spécialisé dans le folklore ancien et la culture du Moyen-Orient. Ensemble, ils mettent en commun leurs connaissances sur les djinns, les horloges de nuit et le sorcier maléfique Ali Babah afin d'empêcher une catastrophe de se produire dans le sud du Massachusetts. Leur mission est ardue car ils découvrent que la veuve Marjorie Greaves a été prise au piège par une entité venue d'un autre monde et que Miss Johnson, la compagne soumise de Marjorie, manifeste un intérêt anormal pour la jarre et son contenu. 
Le djinn cherche bel et bien à sortir de la jarre, et il est prêt à tout pour arriver à ses fins.

## Incipit
« Une journée de mi-août, étouffante. Rassemblés au cimetière des Champs Paisibles dans nos costumes sombres trop épais, nos cols trop serrés et nos cravates noires, nous avions tout un bataillon de homards endimanchés frisant l'apoplexie. Au cinéma les enterrements se déroulent toujours sous des trombes d'eau et des parapluies noirs. Les larmes se mêlent à la pluie. Si des larmes coulaient à cette cérémonie – je n'en remarquais pas  – elles étaient mêlées à une sueur dénuée de tout sentiment »

— Graham Masterton, Le Djinn (Librairie des Champs-Elysées, 1er janvier 1979, 248 p., p. 13).